# Colin Doyle
Colin Anthony Doyle (ur. 12 czerwca 1985 w Corku) – irlandzki piłkarz występujący na pozycji bramkarza w Birmingham City.

## Kariera klubowa
Swoją piłkarską karierę Doyle rozpoczynał juniorskim zespole Douglas Hall. W wieku 16 lat przeszedł do Birmingham City, gdzie początkowo grał w drużynie juniorów. Do pierwszego zespołu włączony został w roku 2003. Przez pierwszy sezon nie zaliczył ani jednego występu. Pod koniec listopada 2004 roku został wypożyczony na miesiąc do Chester City, gdzie nie zagrał w żadnym ligowym meczu.
3 grudnia trafił na wypożyczenie do grającego wówczas w League Championship Nottingham Forest. Zadebiutował tam w spotkaniu Pucharu Anglii z Tottenhamem Hotspur, zaś pierwszy występ w lidze zaliczył 16 kwietnia w spotkaniu z Reading. W zespole tym wystąpił jeszcze dwa razy po czym powrócił do Birminghamu.
W listopadzie 2005 roku Doyle został wypożyczony do Millwall. Pierwszy raz w tym zespole wystąpił 26 listopada w przegranym 0:1 ligowym spotkaniu z Leeds United. Po rozegraniu czterech meczów, 18 grudnia powrócił do byłej drużyny. Pięć dni później trafił ponownie na wypożyczenie do Millwall. Do maja w tym zespole zaliczył jeszcze dziesięć występów.
22 sierpnia 2006 roku w meczu Pucharu Ligi z Shrewsbury Town Doyle zadebiutował w zespole Birminghamu City. Cztery dni później po raz pierwszy wystąpił również dla tej drużyny w ligowym spotkaniu. W sezonie 2006/2007 wystąpił łącznie w 19 spotkaniach League Championship. Poza tym awansował ze swym zespołem do Premier League. W najwyższej klasie rozgrywkowej w Anglii zadebiutował 12 sierpnia 2007 roku w przegranym 3:2 meczu z Chelsea. Jego zespół spadł jednak z ligi, a on sam był zmiennikiem Maika Taylor i zagrał w 3 ligowych meczach. W następnym sezonie zaliczył dwa ligowe występy i wraz ze swoim zespołem powrócił do Premier League.

## Kariera reprezentacyjna
Doyle występował w reprezentacji Irlandii do lat 15. W latach 2004–2006 wystąpił w czterech meczach kadry do lat 21. W listopadzie 2007 roku zagrał w spotkaniu reprezentacji B ze Szkocją. W tym samym roku zadebiutował w seniorskiej kadrze. Był to jego jedyny występ w reprezentacji A.